# جوزپه روسی
جوزپه روسی (ایتالیایی: Giuseppe Rossi؛ زادهٔ ۱ فوریهٔ ۱۹۸۷) بازیکن فوتبال اهل ایتالیاست که در پست مهاجم بازی می‌کند. وی هم‌اکنون عضو تیم جنوا ایتالیاست. او فوتبال خود را در کلیفتون استالیونز آغاز کرد و در سن ۱۲ سالگی به تیم جوانان پارما پیوست. هنگامی که ۱۷ سال داشت، توسط باشگاه انگلیسی منچستر یونایتد خریداری شد، ولی موفق نشد به ترکیب اصلی راه پیدا کند. پس از اینکه ۲ سال به صورت قرضی در باشگاه‌های نیوکاسل یونایتد و پارما توپ زد، سرانجام در سال ۲۰۰۷ به ویارئال پیوست. او پس از پنج و نیم سال بازی در ویارئال، با پیوستن به فیورنتینا به ایتالیا بازگشت.